# Сигорни Уийвър
Сиго̀рни Уийвър (на английски: Sigourney Weaver; истинско име Сюзан Александра Уийвър, на английски: Susan Alexandra Weaver) е американска актриса. Най-известната ѝ роля е във филма „Пришълецът“ и продълженията му.

## Биография

### Произход и образование
Родена е на 8 октомври 1949 г. в Ню Йорк, САЩ. Дъщеря е на президента на телевизионната компания NBC Силвестър Уийвър и на актрисата Елизабет Инглис. През 1962 г. семейството ѝ за кратко се мести в Сан Франциско, а по-късно – в Кънектикът, където Сюзан посещава частно средно женско училище. През 1963 г., вдъхновена от героиня от романа на Ф. Скот Фицджералд „Великият Гетсби“, Сюзан променя името си на Сигорни.
През 1967 г., след завършване на училището, Сигорни заминава за няколко месеца за Израел, където живее в кибуц.
Въпреки високия си ръст (1.82) решава да стане актриса и завършва престижната школа за драматично изкуство към Йейлския университет.

### Кариера
Играе на сцената на Бродуей. За пръв път се появява на екрана, когато дебютира с роля във филма на Уди Алън „Ани Хол“ (1977). Героинята ѝ се появява на екран за шест секунди.
Става известна с ролята на лейтенант Рипли от филма на ужасите на Ридли Скот „Пришълецът“ (1979). Впоследствие участва и в продълженията на този филм.
Превъплъщава се в персонажи на еманципирани, волеви и силни жени във филми, като „Очевидец“ (1981), „Годината на опасния живот“ (1982), „Горили в мъглата“ (1988, номинация за Оскар), „Имитаторът“ (1995). Играе комедийни и сатирични роли във филми като „Ловци на духове“ (1984), френския „Една жена или две“ (1985), „Работещо момиче“ (1988, номинация за Оскар), „Дейв“ (1993), „Галактическа мисия“ (1999) и „Фатални жени“ (2001). За участието си в „Пришълците“ (1986) попада за първи път сред номинираните за Оскар. Съпродуцент е на продукцията за филма „Пришълците 3“ (1992). През 1997 г. играе Рипли в четвъртата и последна част на поредицата.
Следват филми с нейното участие „Дупки“ (2003), „Аватар“ (2009), „Пак ли ти?“ (2010) и „Търсенето на Дори“ (2016).

### Награди
Уийвър печели две награди Златен глобус, награда от Британската филмова академия, от Академията за научнофантастични филми и филми на ужасите. Три пъти е номинирана за Оскар.

### Личен живот
Съпруг на Сигорни Уийвър е театралният режисьор Джим Симпсън, по-млад от нея с 6 години. През 1990 г. им се ражда дъщеря, Шарлът.

## Избрана филмография
| година | филм                                     | оригинално заглавие            | роля                                         | режисьор         |
| ------ | ---------------------------------------- | ------------------------------ | -------------------------------------------- | ---------------- |
| 1977   | Ани Хол                                  | Annie Hall                     | Алви извън театъра                           | Уди Алън         |
| 1979   | Пришълецът                               | Alien                          | Рипли                                        | Ридли Скот       |
| 1981   | Очевидец                                 | Eyewitness                     | Тони Соколов                                 | Питър Йейтс      |
| 1982   | Годината на опасния живот                | The Year of Living Dangerously | Джили Брайънт                                | Питър Уиър       |
| 1984   | Ловци на духове                          | Ghostbusters                   | Дана Барет                                   | Айван Райтман    |
| 1986   | Пришълците                               | Aliens                         | Елън Рипли                                   | Джеймс Камерън   |
| 1988   | Работещо момиче                          | Working Girl                   | Катрин Паркър                                | Майк Никълс      |
| 1988   | Горили в мъглата: Историята на Даян Фоси | Gorillas in the Mist           | Дайън Фоси                                   | Майкъл Ептед     |
| 1989   | Ловци на духове 2                        | Ghostbusters II                | Дана Барет                                   | Айван Райтман    |
| 1992   | Пришълецът 3                             | Alien 3                        | Елън Рипли                                   | Дейвид Финчър    |
| 1993   | Дейв                                     | Dave                           | Елън Мичъл                                   | Айван Райтман    |
| 1995   | Имитаторът                               | Copycat                        | Хелън Хъдзън                                 | Джон Амиел       |
| 1997   | Ледената буря                            | The Ice Storm                  | Джейни Карвър                                | Анг Лий          |
| 1997   | Пришълецът: Завръщането                  | Alien Resurrection             | Елън Рипли                                   | Жан-Пиер Жоне    |
| 1999   | Галактическа мисия                       | Galaxy Quest                   | Гуен ДеМарко / лейтенант Тауни Медисън       | Дийн Парисот     |
| 2001   | Фатални жени                             | Heartbreakers                  | Анджела Нардино / Макс Конърс / Олга Иванова | Дейвид Миркин    |
| 2002   | Момчетата от пожарната                   | The Guys                       |                                              | Джим Симпсън     |
| 2004   | Селото                                   | The Village                    | Алис Хънт                                    | М. Найт Шаямалан |
| 2006   | Скандално                                | Infamous                       | Бейб Палей                                   | Дъглас МакГрат   |
| 2008   | Точен прицел                             | Vantage Point                  | Рекс Брукс                                   | Пит Травис       |
| 2009   | Аватар                                   | Avatar                         | Д-р Грейс Аугустин                           | Джеймс Камерън   |
| 2010   | Пак ли ти?                               | You Again                      | Рамона Кларк                                 | Анди Фикман      |
| 2011   | Отвлечен                                 | Abduction                      | Д-р Джералдин (Джери) Бенет                  | Джон Сингълтън   |
| 2012   | Хижа в гората                            | The Cabin in the Woods         | Директортът                                  | Дрю Годард       |
| 2012   | Студена светлина                         | The Cold Light of Day          | Джейан Карак                                 | Мабрук Ел Мехри  |
| 2014   | Изход: Богове и царе                     | Exodus: Gods and Kings         | Туя                                          | Ридли Скот       |
| 2015   | Чапи                                     | Chappie                        | Мишел Брадли                                 | Нийл Бломкамп    |
| 2016   | Търсенето на Дори                        | Finding Dory                   | глас                                         | Андрю Стентън    |
| 2016   | Ловци на духове                          | Ghostbusters                   | Д-р Ребека Горин                             | Пол Фейг         |